# Jacques de Grenus
Jacques de Grenus, ou Jacques Grenus né  le 2 novembre 1751 à Genève et mort dans la même ville le 9 janvier 1819, est un avocat genevois qui a œuvré au rattachement de Genève à la France et député suppléant à l'Assemblée nationale française.

## Biographie
Jacques de Grenus est le fils de Jean-Gabriel de Grenus, citoyen de Genève, colonel en France et membre des États de la noblesse du Pays de Gex, et de Frédérique-Louise d'Armand de Châteauvieux. Il devient avocat en 1773.  Il est  un des chefs  des Représentants, le parti populaire genevois revendiquant l'usage sans restrictions du droit de pétition  au conseil des Deux-Cents en 1782. Mais il doit alors immédiatement s'exiler à la suite du retour au pouvoir des Négatifs,, et ne revient à Genève qu'en 1789. Peu de temps après, il est tenu pour responsable d'une émeute de paysans en 1791, déchu de la bourgeoisie et banni à vie. Il est très actif lors de la révolution à Genève, notamment entre 1789 et 1794, prônant l'annexion de Genève à la France,, ce qui entraîne sa condamnation à mort par contumace en 1794 après son exil en France.
Après l'annexion de Genève par la France en 1798, Jacques de Grenus reprend son activité d'avocat à Genève. Il est  bâtonnier en 1813.